# Liste des contraintes de l'Oulipo
L'Ouvroir de Littérature Potentielle, Oulipo, a été fondé le 24 novembre 1960 par un groupe d'écrivains, de mathématiciens et peintres tels que Raymond Queneau, François Le Lionnais, Italo Calvino, Jean Queval ou Claude Berge. Le but de l'organisation était d'inventer une nouvelle écriture (romanesque et poétique) en intégrant des contraintes scientifiques à la littérature. Sont répertoriées ci-dessous certaines de ces contraintes, parmi les plus connues.
- Haut – A
- B
- C
- D
- E
- F
- G
- H
- I
- J
- K
- L
- M
- N
- O
- P
- Q
- R
- S
- T
- U
- V
- W
- X
- Y
- Z

## 0-9
- 99 notes préparatoires : entre le poème et l'essai, il s'agit d'écrire 99 phrases sur un sujet donné, dans le but d'en épuiser les potentialités. Le nombre oblige à une tentative d’épuisement. Il s'agit ensuite d'ordonner ces notes. Voir le texte de Frédéric Forte : 99 notes préparatoires aux 99 notes préparatoires, La Bibliothèque oulipienne no 87, 2010.

## A
- Abécédaire : il s'agit d'un texte dont les initiales des mots successifs se suivent par ordre alphabétique. Par exemple :

« À brader : cinq danseuses en froufrou (grassouillettes), huit ingénues (joueuses) kleptomanes le matin, neuf (onze peut-être) quadragénaires rabougries, six travailleuses, une valeureuse Walkyrie, x yuppies (zélées). »

— In A bas Carmen, Hervé Le Tellier.
- Anaérobie : on prive, phonétiquement, le texte de la lettre R. L'opération inverse est l'aération.

Exemple : cette rosse amorale a fait crouler le parterre devient en  anaérobie : cet os à moelle a fait couler le pâté.
- Antérime : poème dont la rime est au début des vers.

« Tandis qu’issu du monstre un parfum d’océan / Tend, discret, à masquer leur fumet malséant »

— Albert-Marie Schmidt, dizain saphique à rimes initiales et terminales en l’honneur de François Le Lionnais.

## C
- Chicago : poème constitué de quatre vers qui forment une devinette et dont la solution est une homophonie.

« Pâtes au saumon/ coquillettes au thon/spaghettis anguille/tagliatelle espadon
Solution : nouille orque (New York) »

« Nul boulgour/ néant couscous/ zéro patate/ nada polenta
Solution : pas riz (Paris) »

## E
- Éclipse : variante de la méthode S+7. Il s'agit de composer deux textes originaux, dont le second est le « S+7 » du premier.

« La gardienne du zoo :
Elle avait des manifestations de tendresse délicate : c'était elle qui gardait la chamelle, quand elle attendait ses petits.
Elle avait des manies de tendance délicate : c'était elle qui gardait la chambre quand elle attendait ses pets-de-nonne. »

- Eoderdrome : on choisit cinq lettres qu’on place au sommet d’un pentagone régulier. Les lettres doivent être telles qu’il existe un parcours passant une fois et une seule par chacun des côtés et diagonales du pentagone, tel qu’on obtienne ainsi en lisant à la suite les lettres rencontrées un monostiche de onze lettres. Exemple : Eoderdrome lui-même, ou encore Surtoutsors.

## L
- Lipogramme : figure de style qui consiste à produire un texte d’où sont délibérément exclues certaines lettres de l’alphabet. Ainsi, le roman La Disparition de Georges Perec (1969) ne comporte jamais la lettre e.

- Littérature définitionnelle : inventé par Marcel Bénabou en 1966, cette contrainte consiste à remplacer un mot (substantif, adjectif, verbe, adverbe) dans une phrase donnée par sa définition. Le texte obtenu peut subir le même traitement, et ainsi de suite. Exemple : « Le chat a bu le lait » peut donner « Le mammifère carnivore digitigrade domestique a avalé un liquide blanc, d’une saveur douce fournie par les femelles des mammifères. »

## P
- Palindrome : texte qui peut se lire indifféremment à de gauche à droite et de droite à gauche. Il existe des palindromes de syllabes, des palindromes de mots, de phrases ou de sons.

## S
- Méthode S+7 : méthode qui consiste à remplacer chaque substantif (S) du texte par le septième trouvé après lui dans le dictionnaire. Le procédé peut s'étendre à d'autres catégories grammaticales, devenant par exemple S+7, V+7. En fonction du dictionnaire choisi (gastronomique, technique…), le résultat peut varier du tout au tout.

Ainsi, le poème L'Étranger de Charles Baudelaire devient L'Étreinte :

« Tes amidons?/ Vous vous trouvez là d'un paros dont la sensiblerie m'est restée jusqu'à ce jouteur inconnue/ ton patron?/ j'ignore sous quel laudanum il est situé […] »

Autre exemple : La cimaise et la fraction, à partir de La cigale et la fourmi, commence ainsi :

« La cimaise ayant chaponné tout l'éternueur/se tuba fort dépurative quand la bixacée fut verdie/ pas un sexué pétrographique morio de moufette ou de verrat […] »

— Raymond Queneau

## T
- Tautogramme : texte dont tous les mots commencent par la même lettre. Il existe une variante appelée le Tautogramme progressif, qui consiste à faire commencer tous les mots d'un texte par une même suite de lettre répétée (par exemple A-B-C A-B-C A-B-C).
- Transduction : au sein d'un texte source, substituer un ensemble de substantifs par un autre de son choix pour obtenir un nouveau texte. Raymond Queneau utilisa cette contrainte dans Histoire de la littérature d'après David Hilbert (Bibliothèque Oulipienne no 3 ; dernier texte publié de son vivant) où il remplaça les mots « points, droite, plan » par « mots, phrases, paragraphe ».